# سپاه پنجم (بریتانیا)
سپاه پنجم بریتانیا (انگلیسی: V Corps) سپاه پیاده‌نظام نیروی زمینی بریتانیا بود، که در سال ۱۹۱۵ تأسیس شد و در سال ۱۹۴۵ منحل گردید.
سپاه پنجم، سپاهی از ارتش بریتانیا بود که در جنگ جهانی اول و جنگ جهانی دوم حضور داشت. این سپاه اولین بار در فوریه ۱۹۱۵ سازماندهی شد و در طول جنگ جهانی اول در جبهه غرب جنگید. در ژوئن ۱۹۴۰، در طول جنگ جهانی دوم، دوباره تشکیل شد و در سال ۱۹۴۲ برای شرکت در عملیات مشعل به طور قابل توجهی سازماندهی مجدد شد. این سپاه در نبرد تونس و بعداً در نبرد ایتالیا جنگید.